# 尚波尔谢
尚波尔谢（法語：Champorcher，法語發音：[ʃɑ̃pɔʁʃe]）是意大利瓦莱达奥斯塔大区的一个市镇。总面积68平方公里，人口398人，人口密度5.9人/平方公里（2009年）。ISTAT代码为007018。